# Självmedvetande
Med självmedvetande menas vanligtvis förmågan att vara medveten om sitt eget medvetande och identitet olika andra. Alternativt, mindre krävande, förekommer också definitionen: förmågan att vara medveten om den egna kroppsliga existensen. Begreppet är i viss mån värdeladdat eftersom det knyts till frågor om medvetandets och intelligensens natur, och ifall dessa begrepp är något som endast kan tillskrivas människan.
Det är också relevant att ifrågasätta skillnaden mellan självmedvetande och medvetande i allmänhet. Är det möjligt att vara medveten utan att vara medveten om att man är medveten. Är alltså medvetande utan självmedvetande över huvud taget möjligt?
En vanlig uppfattning är att självmedvetandet är något som är förbehållet människan. Hos dualisterna och kristet religiösa tänkare är denna uppfattning oftast kopplad till tanken att förmågan till självmedvetande inte är en del av den materiella världen, utan den andliga, en egenskap hos själen. 
Det har gjorts experiment där man låtit apor, på vilka man i smyg anbringat en färgfläck i pannan, titta i en spegel, för att studera om de gör några ansatser att försöka peta bort färgfläcken, som de ju bara kan se via spegeln och inte direkt. 
I de fall aporna verkligen gör försök att peta bort färgfläcken, kan detta tolkas som ett tecken på ett självmedvetande? De tycks ju i varje fall vara medvetna om ungefär var deras medvetandes utsiktspunkt befinner sig för att kunna styra handen när de petar på sin egen panna och inte på spegelbildens. Beträffande dessa och liknande experiment råder det delade meningar om de är relevanta för begreppet självmedvetande.
1. Att ha höga tankar om sig själv (eng: self-assuredness, self-confidence, self-regard, high self-esteem).
2. Självosäkerhet, att känna sig bevärad av att vara iakttagen av andra (eng: self-consciousness [ˌselfˈkɒnʃəsnəs, i USA: ˌselfˈkɑːnʃəsnəs]. Detta är den vanliga betydelsen vardaglig engelskspråkig text.
3. Medvetenhet om eget sätt att vara och hur det kan uppfattas av andra (eng: self-awareness [ˌselfəˈweənəs]), ofta i bibetydelsen förkonstling, icke spontant och naturligt.